# 射鵰英雄傳 (專輯)
《射鵰英雄傳》，香港歌手羅文和甄妮的音樂專輯，於1983年推出。

## 簡介
羅文和甄妮分屬百代和金音符兩間唱片公司，這次以跨公司的方式推出專輯，開香港流行樂壇之先河。
專輯類型則被指接近原聲碟，所收錄的單一劇集曲，只少於1976年的《書劍恩仇錄》（原聲碟，非歌手名義） 。兩首無商業搭配的歌曲，一首公益歌曲，八首無綫電視劇《射鵰英雄傳》的歌曲，一首甄妮《似是前生欠你》為1983年電影《鬼揞眼》片尾曲。

## 音樂特徵
林夕認為編曲除中樂器還加入了大量電子合成器音效和「豐厚細微」的和聲。音樂研究者徐允清則指出三首主題曲的副歌部分均出現較複雜的二部對位旋律，異於香港樂壇大部分同類作品。
部分歌曲與電視劇播出的原版略有差異，如《一生有意義》中「用盡愛與我癡，與你生死相依」一句，兩位歌手所負責的聲部互換。

## 美術
專輯美術由初入行的設計師陳幼堅負責。採用雙封套設計，封面廣獲評為「創新」：一半是羅文一半是甄妮的肖像，並以顯像管的紋理呼應其商業搭配：電視劇；封底則是主演黃日華拉弓的造型照。此唱片包裝曾獲得香港廣告商會創意大獎（金獎）。

## 反響和評價
流行榜成績彪炳，被視為香港電視劇歌曲熱潮退卻前最後的輝煌。專輯成為白金唱片，而《一生有意義》和《世間始終你好》則登上中文歌曲龍虎榜周冠軍，前者入選該年度勁歌金曲第二季季選，後者獲得十大中文金曲獎。
1989年，樂評人黃志華挑選心目中的八十年代中文經典唱片，此專輯入選其中。2010年，《射鵰英雄傳》入選華語金曲獎30年30專，獲評：「……超越了一般電視劇主題曲唱片的侷限，大氣與細膩完美結合」。

## 曲目
- 第1至6首為A面，第7至12首為B面。

| 黑膠唱片（唱片編號：EMGS-6108） | 黑膠唱片（唱片編號：EMGS-6108）                | 黑膠唱片（唱片編號：EMGS-6108） | 黑膠唱片（唱片編號：EMGS-6108） | 黑膠唱片（唱片編號：EMGS-6108） | 黑膠唱片（唱片編號：EMGS-6108） | 黑膠唱片（唱片編號：EMGS-6108） |
| 曲序                            | 曲目                                           |                                 | 作曲                            | 编曲                            | 歌手                            | 时长                            |
| ------------------------------- | ---------------------------------------------- | ------------------------------- | ------------------------------- | ------------------------------- | ------------------------------- | ------------------------------- |
| 1.                              | 鐵血丹心（《射鵰英雄傳之鐵血丹心》主題曲）     | 鄧偉雄                          | 顧嘉煇                          | 顧嘉煇                          | 甄妮、羅文                      | 2:50                            |
| 2.                              | 滿江紅（《射鵰英雄傳之鐵血丹心》插曲）         | 岳飛                            | 顧嘉煇                          | 顧嘉煇                          | 羅文                            | 2:09                            |
| 3.                              | 桃花開（《射鵰英雄傳之東邪西毒》插曲）         | 黃霑                            | 顧嘉煇                          | 顧嘉煇                          | 甄妮、羅文                      | 3:15                            |
| 4.                              | 肯去承擔愛（《射鵰英雄傳之東邪西毒》插曲）     | 黃霑                            | 顧嘉煇                          | 顧嘉煇                          | 甄妮                            | 3:24                            |
| 5.                              | 長城謠                                         | 盧國沾                          | 羅迪                            | 羅迪                            | 羅文                            | 3:57                            |
| 6.                              | 你的淺笑（改篇自陳淑樺的歌曲《歡聚》）         | 鄭國江                          | 張弼                            | 羅迪                            | 甄妮                            | 2:41                            |
| 7.                              | 世間始終你好（《射鵰英雄傳之華山論劍》主題曲） | 黃霑                            | 顧嘉煇                          | 顧嘉煇                          | 羅文、甄妮                      | 2:44                            |
| 8.                              | 四張機（《射鵰英雄傳之華山論劍》插曲）         | 金庸                            | 顧嘉煇                          | 顧嘉煇                          | 甄妮                            | 2:34                            |
| 9.                              | 一生有意義（《射鵰英雄傳之東邪西毒》主題曲）   | 黃霑                            | 顧嘉煇                          | 顧嘉煇                          | 甄妮、羅文                      | 2:59                            |
| 10.                             | 千愁記舊情（《射鵰英雄傳之華山論劍》插曲）     | 黃霑                            | 顧嘉煇                          | 顧嘉煇                          | 羅文                            | 3:42                            |
| 11.                             | 似是前生欠你（1983年電影《鬼揞眼》片尾曲）     | 盧國沾                          | 甄妮                            | 羅迪                            | 甄妮                            | 2:31                            |
| 12.                             | 美滿前途全力創（1983年禁毒宣傳歌）             | 鄭國江                          | 葉惠康                          | 奧金寶                          | 羅文                            | 3:25                            |
| 总时长：                        | 总时长：                                       | 总时长：                        | 总时长：                        | 总时长：                        | 总时长：                        | 36:11                           |